# Ізотов Юрій Іванович
Ю́рій Іва́нович Ізо́тов (нар. 26 лютого 1952, Донецьк) — український астрофізик, відомий у сфері дослідження фізичних та еволюційних властивостей карликових галактик і зореутворення, академік НАН України (2009), доктор фізико-математичних наук (1992), нагороджений премією НАН України імені Є. П. Федорова (2008) і почесними грамотами Кабінету Міністрів України та Верховної Ради України, лауреат премій «Web of Science Award Ukraine» 2016 і 2018 років, завідувач відділу фізики зір і галактик Головної астрономічної обсерваторії НАН України.
30 травня 2017 року затверджений членом Наукового комітету Національної ради України з питань розвитку науки і технологій при Кабінеті Міністрів України.

## Науковий доробок
Автор понад 250 наукових праць, опублікованих переважно у провідних міжнародних виданнях, зокрема таких як «Nature» і «The Astrophysical Journal». Має одні з найвищих наукометричних показників серед науковців України: індекс Гірша 37 у Scopus (5001 цитування, 129 документів) і 45 у Google Scholar (7726 цитування) (станом на червень 2016 року).
Група дослідників з п'яти країн під керівництвом Ю. І. Ізотова довела причини реіознізації Всесвіту.

## Життєпис
У 1974 році закінчив Київський університет. З 1977 року працює в Головній астрономічній обсерваторії НАН України. 3 лютого 2009 року обрано академіком НАН України.

## Нагороди
- Орден «За заслуги» ІІІ ступеня (18.05.2024)[10]